# Disney's Tarzan
Disney's Tarzan is een platformspel ontwikkeld door Eurocom voor PlayStation, Game Boy Color en DOS in 1999. In 2000 kwam er een versie voor Nintendo 64. Het spel werd verdeeld door Sony Computer Entertainment. Enkel de PlayStation-versie voor de Japanse markt werd verdeeld door Konami. 

## Spelverloop
Het spel is grotendeels gebaseerd op Disney's tekenfilm Tarzan en bestaat uit 14 levels. De speler bestuurt in het grootste deel van het spel Tarzan. Bij start is Tarzan nog een kind waar hij de technieken van de apen nog moet leren. Tarzan groeit op en wanneer hij volwassen is, dient hij zijn oerwoud te beschermen tegen Clayton, een jager op gorilla's. Vijanden van Tarzan zijn apen, bavianen, arenden, slangen, boszwijnen, olifanten, luipaarden... Verder is er nog een level waar de speler Jane bestuurt: zij is gekleed in een Victoriaans kleed en moet in het oerwoud de bavianen zien te ontvluchten. In een andere level wordt Terk, de beste vriendin van Tarzan, aangestuurd.